# Sound of Freedom
Sound of Freedom је четврти сингл који је снимио Боб Синклер (Bob Sinclar), први са његовог албума Soundz of Freedom (који је објављен у Француској 21. маја 2007. године).
Песма Tennessee је требало да буде четврти сингл, али је отказан.
Sound of Freedom је пуштен на радију у Великој Британији 23. априла 2007, а спот на музичким каналима 20. априла 2007.
У Француској, сингл је на радију и телевизији још од почетка априла 2007. године.
Песма се такође јавља у Dance Dance Revolution X. Садржи и део Розалине песме Everybody's Free.